# Häleri
Häleri är att bedriva handel med stöldgods. Häleri är, liksom stöld, ett brott i de flesta länder.

## Häleri i svensk lagstiftning
Häleri är enligt svensk rätt något som den gör sig skyldig till som
1. på ett sätt som är ägnat att försvåra ett återställande tar befattning med något som är frånhänt annan genom brott,
2. bereder sig otillbörlig vinning av annans brottsliga förvärv, eller
3. genom krav, överlåtelse eller på annat liknande sätt hävdar genom brott tillkommen fordran.[1]

Hälare måste ha insikt om att det är föremål (eller handlingar) åtkomna genom brott som denne tagit befattning med. Denna befattning har varit ägnad att försvåra dess återställande till rätt ägare. En serie stölder och hälerier har bedömts som grova brott på grund av att gärningsmannen därigenom deltog i systematisk brottslig verksamhet av allvarlig art.
Befattning med stulna tavlor i syfte att för annans räkning återförsälja dem till ägaren mot en lösesumma har ansetts utgöra häleri. Sakhäleri ska i princip räknas från den första handling som utgör ett fullbordat häleri. Grovt häleri kan ge upp till 6 års fängelse.
Värdet av hälerigodset framgår av NJA 1990 s. 351.
En serie stölder och hälerier har bedömts som grova brott på grund av att gärningsmannen därigenom deltog i systematisk brottslig verksamhet av allvarlig art. Undantag har dock gjorts för två häleribrott som begicks avsevärd tid före de andra brotten och inte framstod som led i den systematiska brottsligheten.

## Häleri i finsk lagstiftning
Häleri i finsk rätt definieras i 32 kap. 1 § strafflagen
| ” | Den som döljer, anskaffar, omhändertar eller förmedlar egendom som har frånhänts någon annan genom stöld-, förskingrings-, rån-, utpressnings-, bedrägeri-, ocker- eller betalningsmedelsbedrägeribrott eller som annars tar befattning med sådan egendom skall, om gärningen inte utgör penningtvätt, för häleri dömas till böter eller fängelse i högst ett år och sex månader. | „ |

Grovt häleri kan ge upp till 4 års och yrkesmässigt häleri upp till 6 års fängelse.